# Phyllium
Phyllium è un genere di insetto foglia appartenente alla famiglia Phylliidae, i cui esemplari assomigliano a foglie d'albero.
Questo genere è diffuso in Australia, India, Cina e Filippine.

## Morfologia
Le specie del genere Phyllium possono raggiungere i 12 centimetri di lunghezza circa. Assomigliano a foglie d'albero e questo permette loro di mimetizzarsi molto bene nell'ambiente.
Il dimorfismo sessuale è molto marcato: i maschi sono in genere più piccoli, con lunghe antenne e con ali che permettono il volo, mentre le femmine sono più grandi ma non possono volare.

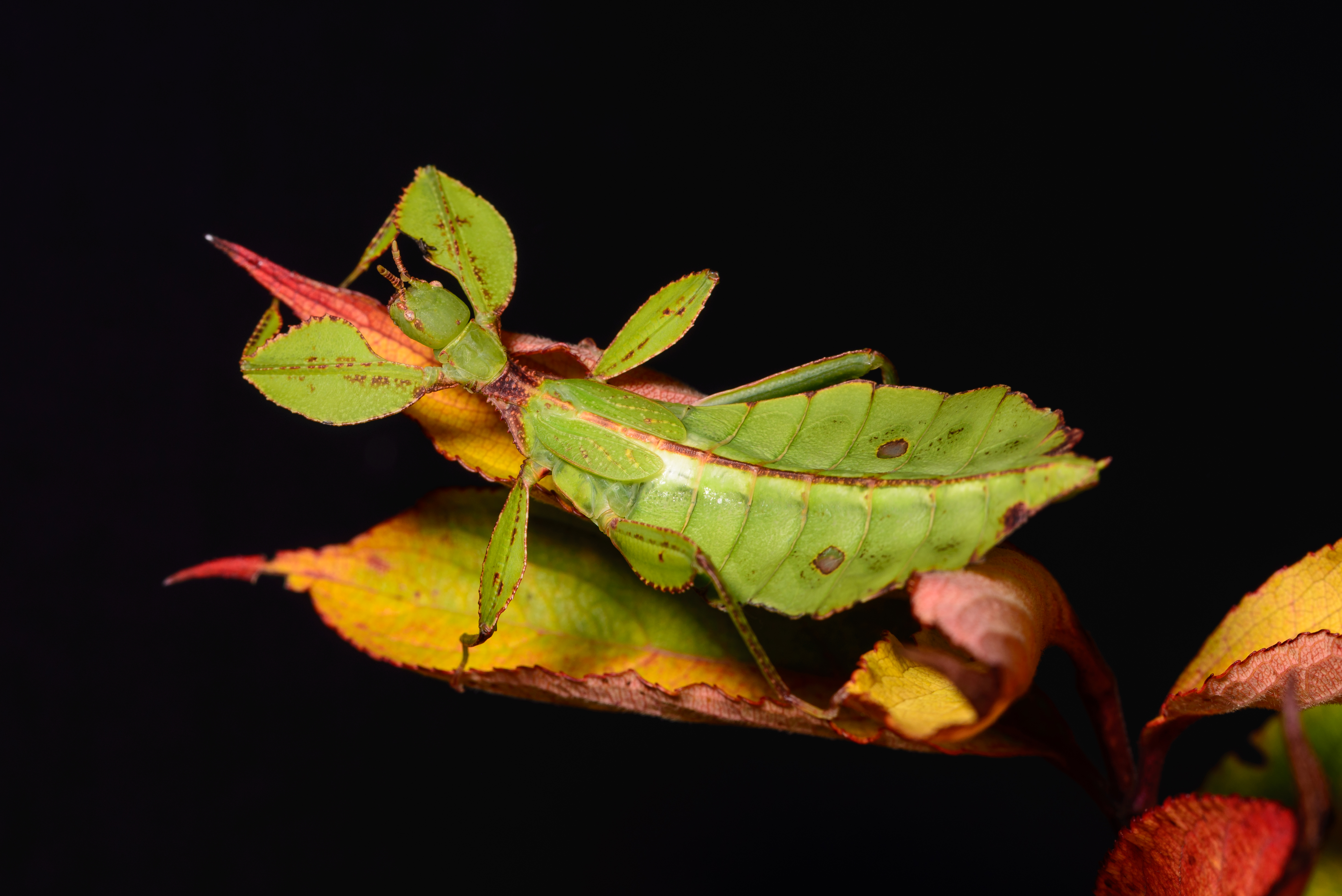
Phyllium philippinicum

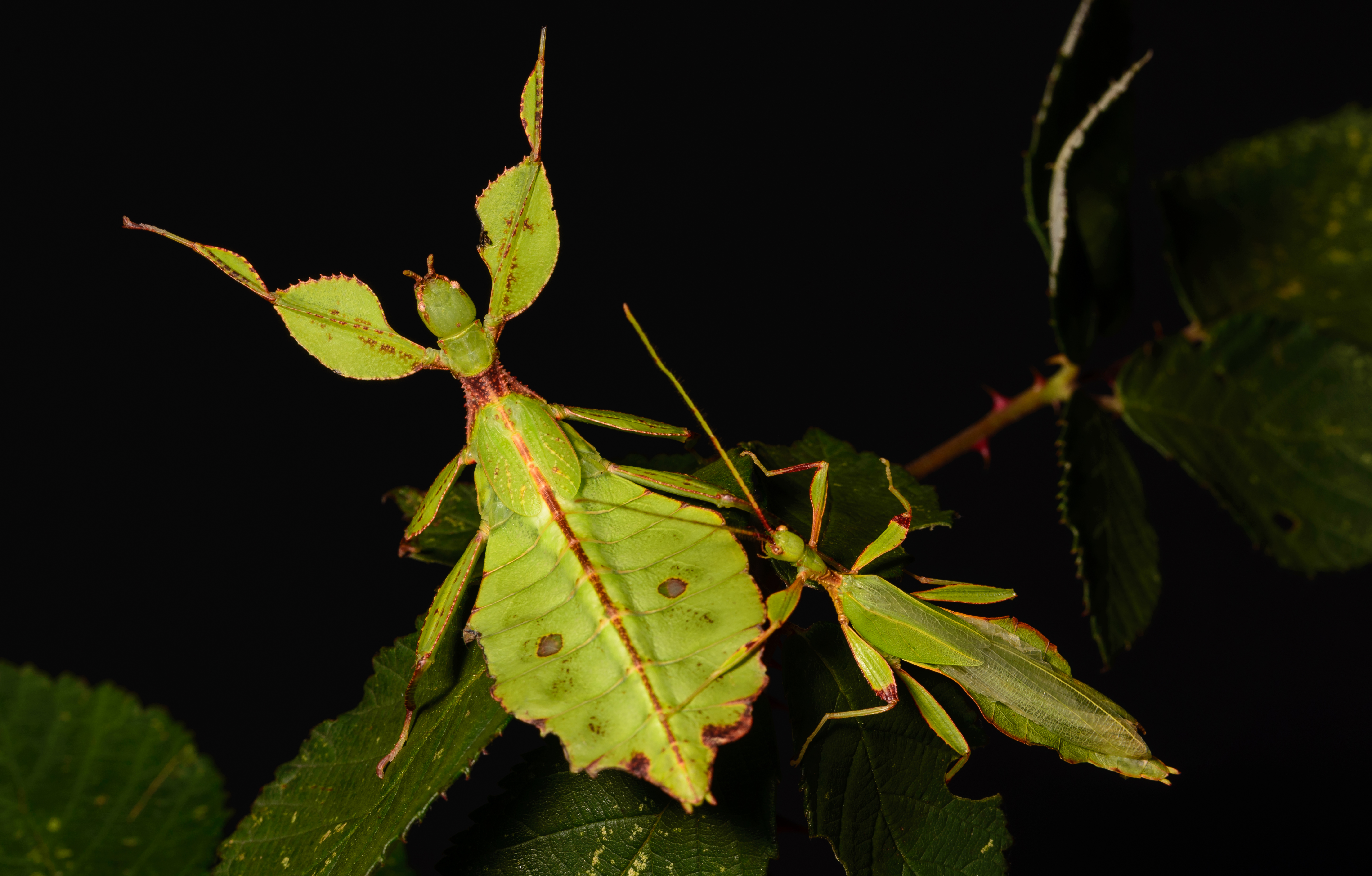
Phyllium philippinicum (femmina e maschio adulti)

## Tassonomia
- sottogenere Phyllium (Phyllium) Illiger, 1798
  - Phyllium athanysus Westwood, 1859
  - Phyllium bilobatum Gray, 1843
  - Phyllium brevipennis Grösser, 1992
  - Phyllium caudatum Redtenbacher, 1906
  - Phyllium celebicum deHaan, 1842
  - Phyllium chitoniscoides Grösser, 1992
  - Phyllium drunganum Yang, 1995
  - Phyllium elegans Grösser, 1991
  - Phyllium frondosum Redtenbacher, 1906
  - Phyllium geryon Gray, 1843
  - Phyllium hausleithneri Brock, 1999
  - Phyllium jacobsoni Rehn & Rehn, 1934
  - Phyllium keyicum Karny, 1914
  - Phyllium palawanensis Grösser, 2001
  - Phyllium parum Liu, 1993
  - Phyllium philippinicum Hennemann, Conle, Gottardo & Bresseel, 2009
  - Phyllium pusillum Rehn & Rehn, 1934
  - Phyllium rarum Liu, 1993
  - Phyllium siccifolium (Linnaeus, 1758)
  - Phyllium westwoodi Wood-Mason, 1875
  - Phyllium woodi Rehn & Rehn, 1934
  - Phyllium yunnanense Liu, 1993
  - Phyllium zomproi Grösser, 2001
- sottogenere Phyllium (Pulchriphyllium) Griffini, 1898
  - Phyllium asekiensis Grösser, 2002
  - Phyllium bioculatum (Gray, 1832)
  - Phyllium exsectum Zompro, 2001
  - Phyllium giganteum Hausleithner, 1984
  - Phyllium groesseri Zompro, 1998
  - Phyllium schultzei Giglio-Tos, 1912
  - Phyllium sinensis Liu, 1990
  - Phyllium tibetense Liu, 1993